# Термос
Те́рмосът е вид битов топлоизолиран съд, предназначен за продължително съхранение на храни и напитки с ниски и високи температури. Представляват битов вариант на дюаров съд.

## История
През 1903 година немецът Reinhold Burger усъвършенства дюаровия съд. За удобното използване на този съд той му е добавя метален защитен корпус, запушалка и капак, който изпълнява и ролята и на чаша. Освен това той разработва и система за поддържане на вътрешната стена на термоса, тъй като той се държи само на едно място и лесно се чупи при активно използване..
Обявен е конкурс за най-добро название (търговска марка) за новото изобретение, при което побеждава един от жителите на Мюнхен, който предлага названието термос (от на гръцки: therme – горещ). Бургер основава едноименната фирма Thermos-Gesellschaft m.b.H. (Thermos GmbH) за производство на термоси.
Дюаровият съд не е патентован от изобретателя си сър Джеймс Дюар, тъй като той е смятал, че няма да има търговски успех..

## Конструкция
Основният елемент на термоса е колба (дюаров съд), изработен от стъкло или неръждаема стомана с двойни стени, между които въздухът е изведен (създаден е вакуум), за да се намали топлопроводимостта и конвекцията между колбата на термоса и външната среда. За намаляване на топлинно излъчване вътрешните повърхности на стъклената колба се покриват със слой отразяващ материал. Външният корпус на термоса се изработва от пластмаса или метал. При изработка на термос изцяло от неръждаема стомана, колбата се явява и корпус.

## Разновидности
В зависимост от типа на използваната храна, съвременните битови термоси може да се разделят на следните видове:
- Термоси за напитки – имат тясна гърловина с диаметър 25 – 55 mm.
- Термоси с помпа – в конструкцията на капака на такъв термос има помпа за извеждане на течността с натискане на бутон и изход на течността.
- Термосите за храна имат широка гърловина с диаметър почти колкото е диаметърът на корпуса.
- Универсални термоси - отличават се от тези за храна по конструкцията на капака, в който има и по-тесен отвор за течности.
- Термоси за храна с възможност за нареждане един в друг за по-голям брой различни храни
- Термочаши

- Дюаров съд в Немския музей
- Термос за напитки с колба от неръждаема стомана
- Термокана
- Термос с помпа

## Свойства
Времето за запазване на температурата в термоса зависи от обема на течността. Колкото термосът е по-запълнен, толкова по-дълго се запазва температурата на течността.

## Загуба на термоизолационни свойства при съдове от неръждаема стомана[4]
Един често срещан проблем при термосите от неръждаема стомана е загубата на изолационни свойства след една-две години. За да се получи едно блестящо покритие без петна върху неръждаемата стомана, термосите се байцват в киселина. Полученият при това водород отчасти се намира във външната стоманена обвивка. Поради разликата в налягането водородът, който е добър проводник на топлина, прониква във вакуумирания обем и намалява изолационните способности. Възстановяване на вакуума не се предвижда в конструкцията на термоса.